# Ulrich Wessel (Schulleiter)
Ulrich Wessel (* 6. Juli 1958 in Haltern am See) ist ein deutscher Pädagoge im Ruhestand. Bekannt wurde er durch seine Verdienste als Schulleiter im Zusammenhang mit dem Absturz von Germanwings-Flug 9525 im März 2015, bei dem 16 Schüler und 2 Lehrer starben.

## Leben
Wessel studierte nach dem Abitur am Joseph-König-Gymnasium in Haltern am See 1977 Geografie und Theologie. Später kam als drittes Fach noch Latein dazu. Für sein Referendariat, das er von 1983 bis 1985 absolvierte, kehrte er nach Haltern zurück. Nach dem Referendariat unterrichtete er von 1985 bis 2005 am Willy-Brandt-Gymnasium in Oer-Erkenschwick. 2005 wechselte zurück nach Haltern zum Joseph-König-Gymnasium, wo er stellvertretender Schulleiter wurde. 2009 übernahm er die Schulleitung, die er schon zuvor zeitweise interimsmäßig innehatte. Zum Ende des Schuljahrs 2023/24 ging Wessel mit Erreichen der Altersgrenze in den Ruhestand.
In den Medien wurde er durch den Absturz eines Germanwings - Flugzeuges am 24. März 2015 bekannt, da 16 Schüler und zwei Lehrerinnen des Joseph-König-Gymnasiums im Flugzeug saßen.
Für seine einfühlsame Trauerarbeit mit den Angehörigen, der Schülerschaft und dem Kollegiums unmittelbar nach der Katastrophe verlieh ihm im Dezember 2016 der damalige Bundespräsident Joachim Gauck das Bundesverdienstkreuz am Bande. Gewürdigt wurde in der Ehrung darüber hinaus sein langjähriger Einsatz für Straßenkinder in Bolivien.
Auch Jahre nach dem Absturz hält Wessel regelmäßigen Kontakt zu den Hinterbliebenen in Haltern und begleitet jährlich die Hinterbliebenen, die am Jahrestag an der Absturzstelle in den französischen Alpen trauern.